# Хираката
Хираката (јап. 枚方市) град је у Јапану у префектури Осака. Према попису становништва из 2005. у граду је живело 404.004 становника.

## Становништво
Према подацима са пописа, у граду је 2005. године живело 404.004 становника.
| 1995.   | 2000.   | 2005.   |
| ------- | ------- | ------- |
| 400.144 | 402.563 | 404.004 |